# Pflegamt Betzenstein
Koordinaten: 50° N, 11° O

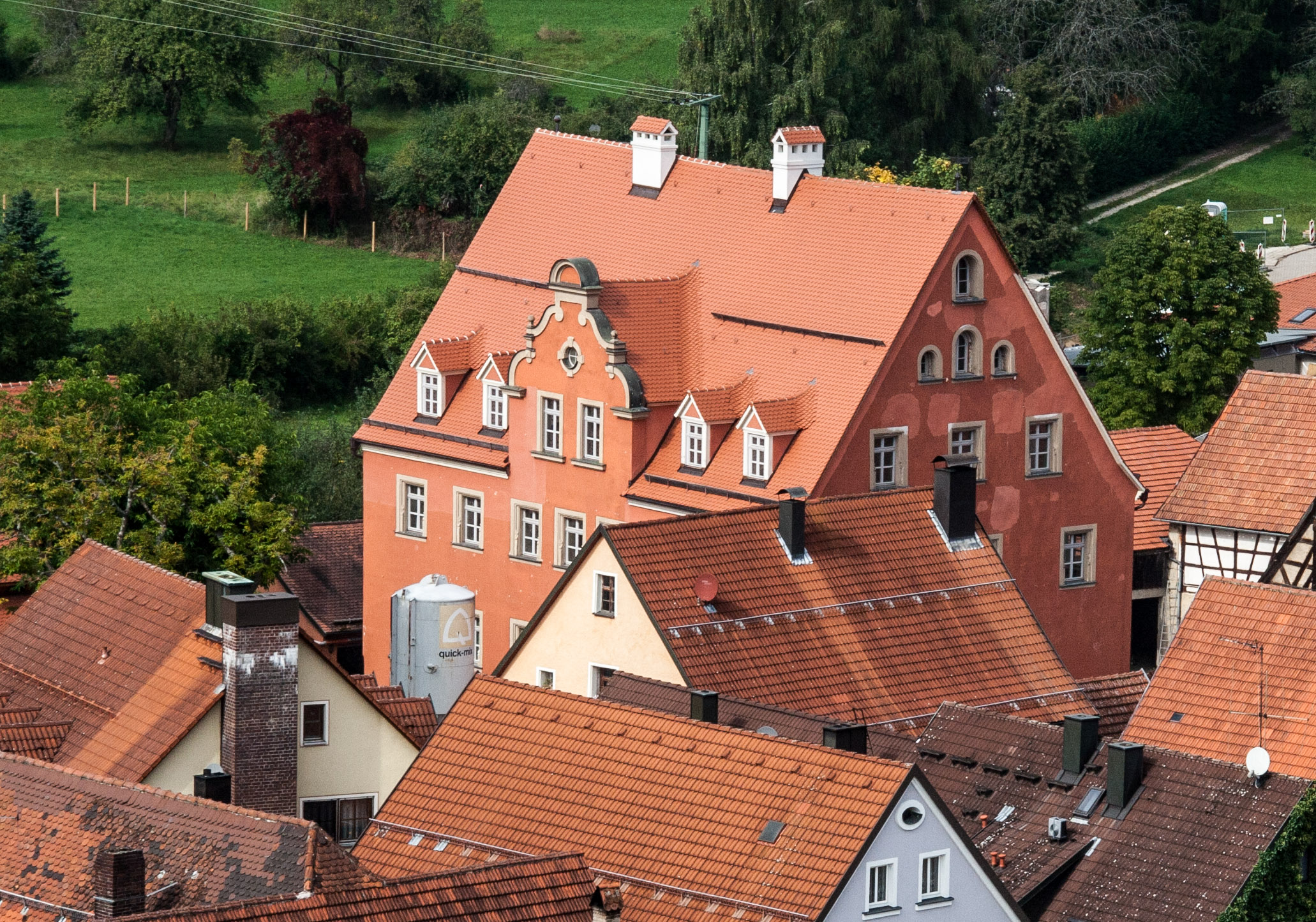
Das Pflegamtsschloss Betzenstein,
der ehemalige Verwaltungssitz des Pflegamtes

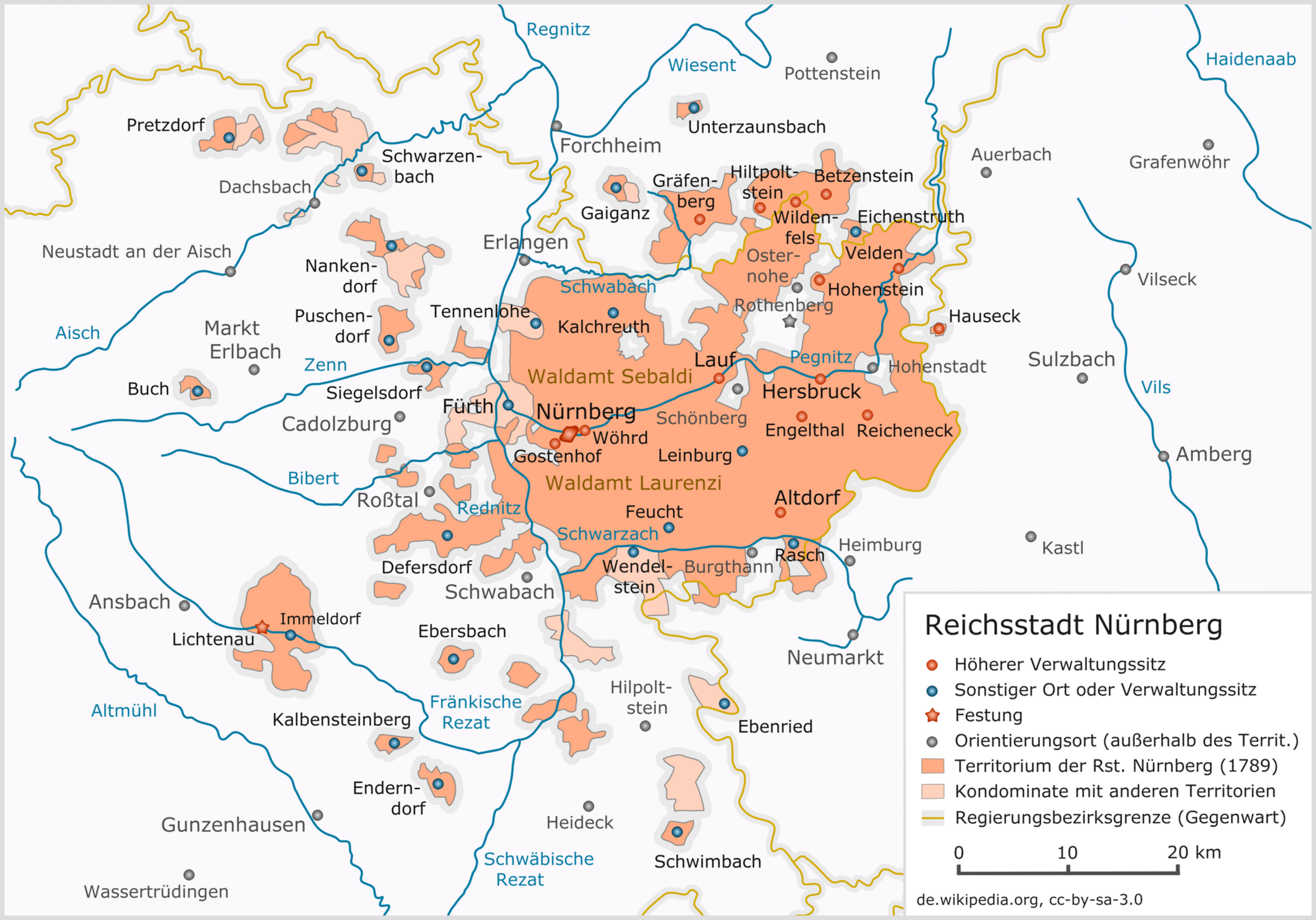
Das Landgebiet der Reichsstadt Nürnberg

Das Pflegamt Betzenstein war eines der zeitweise mehr als ein Dutzend Pflegämter umfassenden Gebiete, mit denen die Reichsstadt Nürnberg die Verwaltung ihres Territorialbesitzes organisiert hatte.
Die Reichsstadt hatte im Zuge des Landshuter Erbfolgekrieges (1503–1505) Landbesitz in und um Betzenstein erhalten. Zur Wahrnehmung der Nürnberger Rechte lebte seitdem ein Verwalter in der kleinen Stadt, dieser war Mitglied einer Nürnberger Patrizierfamilie – wie beispielsweise den Geschlechtern Ebner, Schürstab, Tucher, Kreß und Imhoff. Zu dem so genannten Pfleger brachten die Nürnberger Untertanen ihre Abgaben. Außerdem konnten sie sich im Falle eines Rechtsstreits an diesen wenden, da er auch die richterliche Gewalt ausübte.
Der Pfleger des Amtes wurde – wie schon zu pfälzischen Zeiten – auf die Burg Stierberg gesetzt. Erst 1528 entschloss sich die Reichsstadt zum Bau eines Schlosses, um hier wenigstens einen Vogt unterbringen zu können. Dem Nürnberger Werk- und Steinmetzmeister Simon Rösner wurden in den Jahren ab 1528 die Planungs- und Baumeisterarbeiten anvertraut. Nachdem sukzessive bis 1550 mit viel Geld am Ausbau der neuen Burganlage gearbeitet worden war, ging das Ergebnis der reichsstädtischen Bemühungen im Zweiten Markgrafenkrieg in Flammen auf. Truppen des Markgrafen Albrecht Alcibiades besetzten Betzenstein am 20. Mai 1553 kampflos und steckten das neue Pflegschloss in Brand.
Die reichsstädtische Burg hat nur kurz als Amtssitz des Pflegers gedient. Nach dem Untergang der Burg Stierberg war das Pflegamt zwar nach Betzenstein verlegt worden [vgl. Stierberg], die Burg wurde aber weitgehend nur während des 30-jährigen Krieges vom Pfleger bewohnt. Das Pflegamt logierte zunächst am Marktplatz, während auf der Burg nur ein Schlosswart und ein Nachtwächter hausten [vgl. Betzenstein II].
1669/70 wurde dann das neue Pflegschloss erbaut.